# Автошлях Т 2311
| Маршрут: Т 2311                 | Маршрут: Т 2311 |
| ------------------------------- | --------------- |
| Хмельницька міська громада      |                 |
| Хмельницький                    | М12             |
| Чорноострівська селищна громада |                 |
| Грузевиця                       | 12,5 км         |
| Мартинівка                      | 17,0 км         |
| Мар'янівка                      | 18,0            |
| Чорний Острів                   | 19,5 км         |
| Ляпинці                         | 20,5 км         |
| Захарівці                       | 22,5 км         |
| Наркевицька селищна громада     |                 |
| Юхимівці                        | 30,0 км         |
| Наркевичі                       | 30,5 км         |
| Сергіївка                       | 31,5 км         |
| Бубнівка                        | 35,2 км         |
| Війтовецька селищна громада     |                 |
| Купіль                          | 44,5 км Р48     |
| Волочиська міська громада       |                 |
| Клинини                         | 52,0 км         |
| Гонорівка                       | 54,3 км         |
| Курилівка                       | 59,5 км         |
| Бальківці                       | 64,0 км         |
| Користова                       | 66,0            |
| Волочиськ                       | 71,0 км Т 2005  |

Автошля́х Т-23-11 — територіальний автомобільний шлях в Україні, Хмельницький — Чорний Острів — Наркевичі — Купіль — Волочиськ. Проходить територією Хмельницького району Хмельницької області.
Починається в місті Хмельницькому із Львівського шосе (автошлях М12, через вулицю Тернопільську, з'єднана з автошляхом Н03), проходить через села і селища Хмельницького району, та закінчується у місті Волочиськ (переходить в автошлях Т 2005).
Основна (проїжджа) частина дороги має ширину 6—7 м, загальна ширина 9—12 м. Покриття — асфальт. Кілька ділянок, в районі сіл Захарівці, Клинини — мають щебеневе покриття.
Загальна довжина — 59,5 км.